# Station Saltmarshe
Saltmarshe is een spoorwegstation van National Rail in Laxton, East Riding of Yorkshire in Engeland. Het station is eigendom van Network Rail en wordt beheerd door Northern Rail. Het station is geopend in 1869.